# Airi Hautamäki
Airi Anita Hautamäki, född 13 april 1948 i Helsingfors, är en finländsk socialpsykolog. 
Hautamäki blev pedagogisk doktor 1982, var överlärare i psykologi vid Svenska social- och kommunalhögskolan vid Helsingfors universitet 1989–1997, blev  professor i socialpsykologi och psykologi där 1999 och var professor i jämställdhetsforskning vid Joensuu universitet 1999–2003. Hon har bedrivit forskning om familjedynamik och inlärningsfrågor samt inom ämnesområdena barn-, ungdoms- och kvinnopsykologi.